# Vecteur de test
En informatique et en génie informatique, un vecteur de test (test vector en anglais) est un ensemble d'intrants injectés dans un système en vue de valider le fonctionnement attendu du système. En développement de logiciel, les vecteurs de test forment une méthodologie pour tester, vérifier et valider un système logiciel. 
En électronique, il s'agit de l'ensemble des signaux appliqués aux intrants d'un circuit dans le but de provoquer une réaction.

## Intérêt
En informatique et en génie informatique, un système agit comme une fonction calculable. Un exemple d'une fonction précise pourrait être {\displaystyle y=f(x)} où {\displaystyle y} constitue l'extrant d'un système et {\displaystyle x} est l'intrant ; toutefois, la majorité des systèmes ne sont pas à unidimensionnels. Quand les intrants sont multi-dimensionels, on peut représenter le système par la fonction {\displaystyle y=f(x_{1},x_{2},...)} ; on peut généraliser cette équation sous cette forme : {\displaystyle Y=C(X)} où {\displaystyle Y} est le résultat produit par l'exécution du système, {\displaystyle C} appartient à l'ensemble des fonctions calculables et {\displaystyle X} est un vecteur d'intrants. Lorsqu'un système est testé, on peut lui fournir différents vecteurs de test pour étudier son comportement, c'est-à-dire ses extrants.

## Limitations en électronique
Les vecteurs de test pour les puces électroniques devraient imiter des situations réelles, mais c'est en pratique difficile. 
Au moins un chercheur juge que les vecteurs de test sont insuffisants de par leur nature parce que les signaux en entrées des circuits électroniques testés s'influencent mutuellement, alors que l'une des hypothèses posées lorsqu'un vecteur de test est conçu est qu'ils sont indépendants les uns des autres.